# Винославский, Василий Николаевич
Василий Николаевич Винославский (14 января 1920, Лука-Барская, Барский район — 13 октября 1992) — украинский ученый, кандидат технических наук, профессор, основатель украинской научной школы по электроснабжению горных предприятий. Заслуженный работник высшей школы УССР.

## Биография
Родился 14 января 1920 года в селе Лука-Барская (ныне Барского района Винницкой области).
В 14 лет начал работать в автоколонне «Дорстрой» в Киеве, с 1935 по 1938 год учился в средней школе № 73 города Киева, после окончания которой поступил в Киевский политехнический институт на электротехнический факультет по специальности «Электрические сети и системы».
Во время Великой Отечественной войны добровольцем ушёл на фронт. В 1941—1942 годах — слушатель военного факультета связи Красной армии в Ташкенте, после окончания которого был назначен начальником связи 1368-го зенитного артиллерийского полка 25-й дивизии Центрального фронта. Летом 1943 года участвовал в тяжёлых боях под Понырями на Курской дуге, где был тяжело ранен. После выздоровления в 1944 году капитан Василий Винославский был демобилизован в связи с тяжёлым ранением. Вернулся в Киевский политехнический институт студентом и окончил его с отличием в 1946 году.
В 1947—1950 годах учился в аспирантуре кафедры электрических сетей этого же института. В 1952 году защитил кандидатскую диссертацию, с 1954 года — доцент, с 1972 года — профессор. В 1955—1988 годах — заведующий кафедрой электроснабжения, в 1958—1963 и 1967—1988 годах (в 1955 году — исполняющий обязанности) — декан горного факультета (горный автоматики и приборостроения, горной электромеханики и автоматики). С 1988 по 1992 год работал профессором кафедры электроснабжения факультета электроэнергетики и автоматики.
Скончался 13 октября 1992 года. Похоронен на Байковом кладбище Киева.

## Научная деятельность
Опубликовал 126 научных работ, в том числе монографию и четыре учебных издания. Основные работы:
- «Расчёт электрических распределительных сетей» (1969);
- «Проектирование систем электроснабжения» (1980, Лейпциг; 1981, Киев, в соавторстве);
- «Электрические системы и сети» (1986, в соавторстве);
- «Переходные процессы в системах электроснабжения» (1989, в соавторстве).

Подготовил 34 кандидатов наук, подал действенную помощь в защите 5 докторских диссертаций.

## Награды
- Заслуженный работник высшей школы УССР (1974);
- Государственная премия Украины в области науки и техники (2005, посмертно) — за учебник «Переходные процессы в системах электроснабжения» (в соавторстве);
- Орден Отечественной войны 1-й степени;
- Орден Октябрьской Революции;
- Орден «Знак Почёта»;
- 11 медалей.